# Arbre de lleves

Animació informàtica del funcionament d'un arbre de lleves

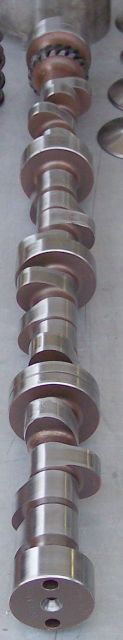
Arbre de lleves d'un motor de combustió interna

L'arbre de lleves és un eix que suporta de manera fixa o mòbil les lleves que poden ser de diferents mides i formes, i estan orientades de modes diversos. La seva funció és transformar el moviment circular en moviment lineal. És un programador mecànic i els seus usos són molt diversos com en molins, telers, torns automàtics, sistemes de distribució d'aigua o martells hidràulics. Encara que la seva aplicació més desenvolupada és la relacionada amb els motors de combustió interna de cicles Otto i dièsel, on s'encarrega de governar l'obertura de les vàlvules d'admissió i escapament (el tancament el realitzen les molles de la vàlvula). Només en el cas de distribució desmodròmica, patent Ducati, existeix un arbre de lleves que tanca les vàlvules.
Com que és una peça sotmesa a grans esforços, es fabriquen sempre mitjançant un procés de forja i són tractats per cementació o nitruració, per tal d'endurir-ne la superfície, resistir el fregament i deixar el nucli tou per obtenir flexibilitat.

## Funcionament

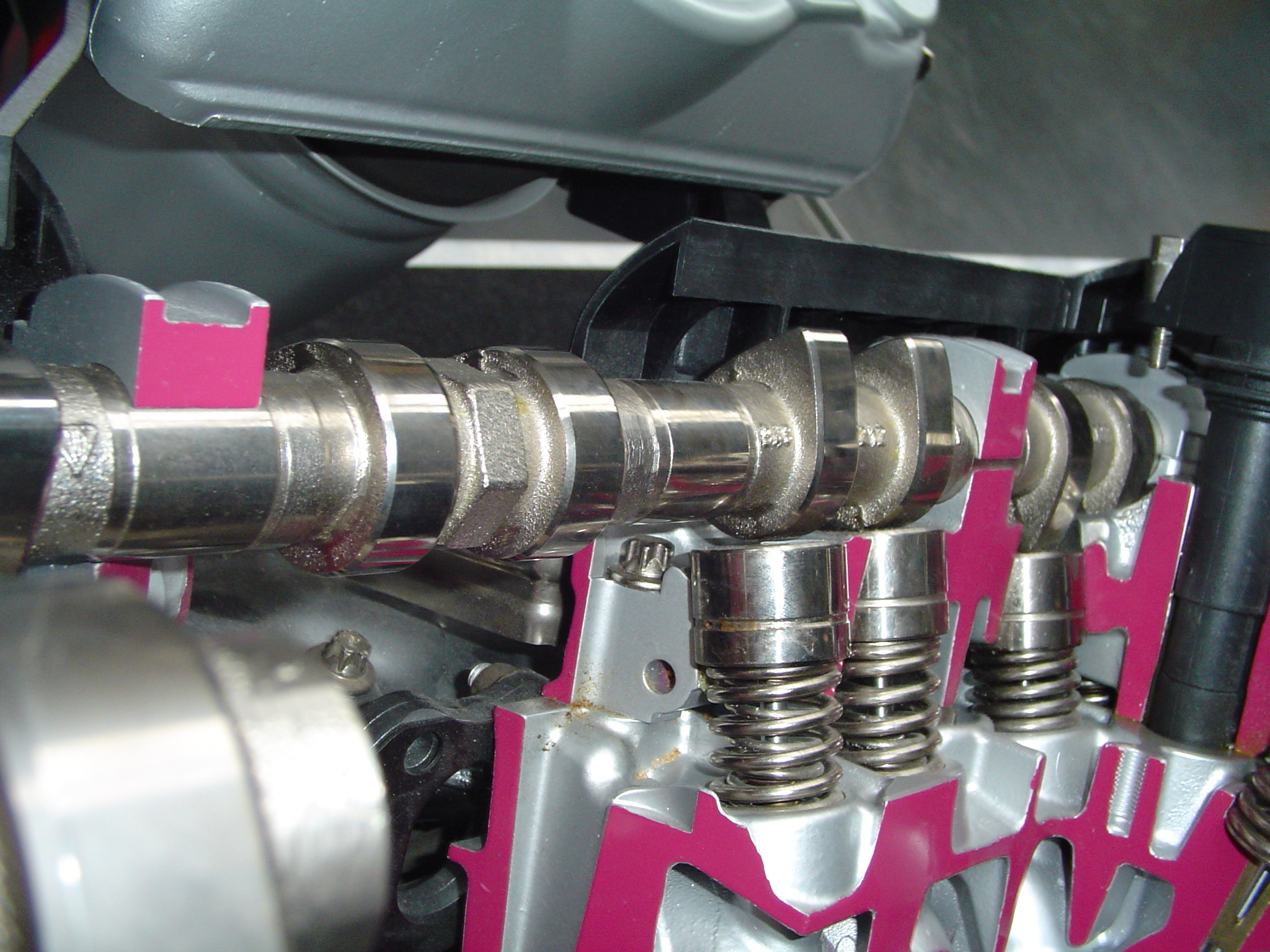
Vista d'una secció de culata, on s'aprecia de dalt a baix, 1 arbre d lleves, 2 taques, 3 molles de vàlvula

Antigament anava situat en un lateral del bloc motor per damunt del cigonyal, sent actuades les vàlvules per empitjadors i balancins. Després es va situar a la culata, al costat de les vàlvules, actuant sobre aquestes mitjançant balancins. Avui en dia és damunt de les vàlvules (OHC overhead camshaft), en cas de dues vàlvules per cilindre, o dos arbres en el cas de quatre vàlvules per cilindre (DOHC double o dual overhead camshaft), actuant sobre les vàlvules per mitjà dels taques.
Com que l'arbre de lleves gira a la meitat de les revolucions del cigonyal, la connexió entre l'arbre de lleves i el cigonyal es pot realitzar de diverses maneres. Per ordre d'antiguitat: Cascada d'engranatges, en la qual una sèrie d'engranatges salvava la distància entre el cigonyal i l'arbre de lleves, sistema molt sorollós. Cadena de distribució: en què la distància entre elements era salvada per una cadena de malles paral·leles. Arbre rei, per mitjà de parells cònics. Un eix unia els dos elements (element utilitzat per Hispano Suiza i Ducati). Avui en dia es fa servir una corretja dentada de neoprè que té una durada d'uns vuit anys o vuitanta mil kilòmetres.
Per fer la posada a punt del sistema de distribució, existeixen unes marques de distribució en el càrter i un joc determinat, a regular en els balancins o taques (aprox. 0,15 m/m admissió 0,2 m/m escapament) amb el motor fred.

## Origen
La primera constància de l'ús del mecanisme de l'arbre de lleves data a l'antiga Roma, fa 2.000 anys. Aquesta tecnologia s'utilitzava en els molins romans, on el molí es movia per la força de l'aigua. Aquest moviment feia moure a través d'un sistema d'engranatges el cilindre amb les lleves, l'arbre de lleves, i aquestes aixecaven uns pistons que molien el gra a mesura que el molí girava.
Posteriorment aquest sistema s'ha utilitzat en diferents maquinàries com telers, sistemes de distribució d'aigua o en martells hidràulics. A més, aquest sistema va ser inconscientment, els inicis del sistema binari basat en el vertader-fals, obert-tancat, 1 – 0, que es tradueix a vertader en el cas en el que trobem la lleva, i fals en el cas en què no hi és, si hi ha la lleva hi haurà un moviment cap al pistó, si no hi ha la lleva no hi haurà moviment. Per tant, es pot afirmar que l'arbre de lleves va ser l'inici del sistema binari, que acabarà evolucionant cap als primers ordinadors i cap a la tecnologia digital.